# Collegio di Rhondda
Rhondda è stato un collegio elettorale gallese rappresentato alla Camera dei comuni del Parlamento del Regno Unito. Eleggeva un membro del parlamento con il sistema first-past-the-post, ossia maggioritario a turno unico; il collegio è stato abolito in occasione della revisione periodica del 2024.

## Estensione
- 1974-1983: il Municipal Borough di Rhondda.
- 1983-2010: il Borough di Rhondda.
- 2010-2024: le divisioni elettorali del distretto di contea di Rhondda Cynon Taf di Cwm Clydach, Cymmer, Ferndale, Llwyn-y-pia, Maerdy, Pentre, Pen-y-graig, Porth, Tonypandy, Trealaw, Treherbert, Treorchy, Tylorstown, Ynyshir e Ystrad.

Il collegio di Rhondda era incentrato intorno all'area del distretto di contea di Rhondda Cynon Taf, e i principali centri di popolazione erano Treherbert, Maerdy, Tylorstown, Tonypandy e Pen-y-Graig. Il collegio confinava con Cynon Valley, Ogmore, Pontypridd e Aberavon.

## Membri del parlamento
| Elezione | Elezione     | Deputato          | Partito            |
| -------- | ------------ | ----------------- | ------------------ |
|          | 1885         | William Abraham   | Liberale—Laburista |
|          | 1910         | William Abraham   | Laburista          |
|          | 1918         | Collegio abolito  | Collegio abolito   |
|          | 1974         | Collegio ricreato | Collegio ricreato  |
|          | Feb 1974     | Alec Jones        | Laburista          |
| 1983     | Allan Rogers |                   | Laburista          |
| 2001     | Chris Bryant |                   | Laburista          |
|          | 2024         | Collegio abolito  | Collegio abolito   |

## Elezioni

### Elezioni negli anni 2010
| Partito                    | Partito                                | Candidato                  | Risultati 12 dicembre 2019 | Risultati 12 dicembre 2019 |
| Partito                    | Partito                                | Candidato                  | Voti                       | %                          |
| -------------------------- | -------------------------------------- | -------------------------- | -------------------------- | -------------------------- |
|                            | Laburista                              | Chris Bryant               | 16 115                     | 54,37                      |
|                            | Conservatore                           | Hannah Jarvis              | 4 675                      | 15,77                      |
|                            | Plaid Cymru                            | Branwen Cennard            | 4 069                      | 13,73                      |
|                            | Brexit                                 | John Watkins               | 3 733                      | 12,59                      |
|                            | Lib Dem                                | Rodney Berman              | 612                        | 2,06                       |
|                            | Verdi                                  | Shaun Thomas               | 438                        | 1,48                       |
|                            |                                        |                            |                            |                            |
| Iscritti                   | Iscritti                               | Iscritti                   | 50 262                     | 100,00                     |
| ↳ Votanti (% su iscritti)  | ↳ Votanti (% su iscritti)              | ↳ Votanti (% su iscritti)  | 29 642                     | 58,97                      |
| ↳ Astenuti (% su iscritti) | ↳ Astenuti (% su iscritti)             | ↳ Astenuti (% su iscritti) | 20 620                     | 41,03                      |
|                            |                                        |                            |                            |                            |
|                            | Esito: collegio confermato a Laburista |                            |                            |                            |

| Partito                    | Partito                                | Candidato                  | Risultati 8 giugno 2017 | Risultati 8 giugno 2017 |
| Partito                    | Partito                                | Candidato                  | Voti                    | %                       |
| -------------------------- | -------------------------------------- | -------------------------- | ----------------------- | ----------------------- |
|                            | Laburista                              | Chris Bryant               | 21 096                  | 64,05                   |
|                            | Plaid Cymru                            | Branwen Cennard            | 7 350                   | 22,32                   |
|                            | Conservatore                           | Virginia Crosbie           | 3 333                   | 10,12                   |
|                            | UKIP                                   | Janet Kenrick              | 880                     | 2,67                    |
|                            | Lib Dem                                | Karen Roberts              | 277                     | 0,84                    |
|                            |                                        |                            |                         |                         |
| Iscritti                   | Iscritti                               | Iscritti                   | 50 438                  | 100,00                  |
| ↳ Votanti (% su iscritti)  | ↳ Votanti (% su iscritti)              | ↳ Votanti (% su iscritti)  | 32 936                  | 65,30                   |
| ↳ Astenuti (% su iscritti) | ↳ Astenuti (% su iscritti)             | ↳ Astenuti (% su iscritti) | 17 502                  | 34,70                   |
|                            |                                        |                            |                         |                         |
|                            | Esito: collegio confermato a Laburista |                            |                         |                         |

| Partito                    | Partito                                | Candidato                  | Risultati 7 maggio 2015 | Risultati 7 maggio 2015 |
| Partito                    | Partito                                | Candidato                  | Voti                    | %                       |
| -------------------------- | -------------------------------------- | -------------------------- | ----------------------- | ----------------------- |
|                            | Laburista                              | Chris Bryant               | 15 976                  | 50,66                   |
|                            | Plaid Cymru                            | Shelley Rees-Owen          | 8 521                   | 27,02                   |
|                            | UKIP                                   | Ron Hughes                 | 3 998                   | 12,68                   |
|                            | Conservatore                           | Lyn Hudson                 | 2 116                   | 6,71                    |
|                            | Lib Dem                                | George Summers             | 474                     | 1,50                    |
|                            | Verdi                                  | Lisa Rapado                | 453                     | 1,44                    |
|                            |                                        |                            |                         |                         |
| Iscritti                   | Iscritti                               | Iscritti                   | 51 786                  | 100,00                  |
| ↳ Votanti (% su iscritti)  | ↳ Votanti (% su iscritti)              | ↳ Votanti (% su iscritti)  | 31 538                  | 60,90                   |
| ↳ Astenuti (% su iscritti) | ↳ Astenuti (% su iscritti)             | ↳ Astenuti (% su iscritti) | 20 248                  | 39,10                   |
|                            |                                        |                            |                         |                         |
|                            | Esito: collegio confermato a Laburista |                            |                         |                         |

| Partito                    | Partito                                | Candidato                  | Risultati 6 maggio 2010 | Risultati 6 maggio 2010 |
| Partito                    | Partito                                | Candidato                  | Voti                    | %                       |
| -------------------------- | -------------------------------------- | -------------------------- | ----------------------- | ----------------------- |
|                            | Laburista                              | Chris Bryant               | 17 183                  | 55,30                   |
|                            | Plaid Cymru                            | Geraint Davies             | 5 630                   | 18,12                   |
|                            | Lib Dem                                | Paul Wasley                | 3 309                   | 10,65                   |
|                            | Indipendente                           | Philip Howe                | 2 599                   | 8,36                    |
|                            | Conservatore                           | Juliette Henderson         | 1 993                   | 6,41                    |
|                            | UKIP                                   | Taffy John                 | 359                     | 1,16                    |
|                            |                                        |                            |                         |                         |
| Iscritti                   | Iscritti                               | Iscritti                   | 51 529                  | 100,00                  |
| ↳ Votanti (% su iscritti)  | ↳ Votanti (% su iscritti)              | ↳ Votanti (% su iscritti)  | 31 073                  | 60,30                   |
| ↳ Astenuti (% su iscritti) | ↳ Astenuti (% su iscritti)             | ↳ Astenuti (% su iscritti) | 20 456                  | 39,70                   |
|                            |                                        |                            |                         |                         |
|                            | Esito: collegio confermato a Laburista |                            |                         |                         |

### Elezioni negli anni 2000
| Partito                    | Partito                                | Candidato                  | Risultati 5 maggio 2005 | Risultati 5 maggio 2005 |
| Partito                    | Partito                                | Candidato                  | Voti                    | %                       |
| -------------------------- | -------------------------------------- | -------------------------- | ----------------------- | ----------------------- |
|                            | Laburista                              | Chris Bryant               | 21 198                  | 68,06                   |
|                            | Plaid Cymru                            | Percy Jones                | 4 956                   | 15,91                   |
|                            | Lib Dem                                | Karen Roberts              | 3 264                   | 10,48                   |
|                            | Conservatore                           | Paul Stuart-Smith          | 1 730                   | 5,55                    |
|                            |                                        |                            |                         |                         |
| Iscritti                   | Iscritti                               | Iscritti                   | 51 062                  | 100,00                  |
| ↳ Votanti (% su iscritti)  | ↳ Votanti (% su iscritti)              | ↳ Votanti (% su iscritti)  | 31 148                  | 61,00                   |
| ↳ Astenuti (% su iscritti) | ↳ Astenuti (% su iscritti)             | ↳ Astenuti (% su iscritti) | 19 914                  | 39,00                   |
|                            |                                        |                            |                         |                         |
|                            | Esito: collegio confermato a Laburista |                            |                         |                         |

| Partito                    | Partito                                | Candidato                  | Risultati 7 giugno 2001 | Risultati 7 giugno 2001 |
| Partito                    | Partito                                | Candidato                  | Voti                    | %                       |
| -------------------------- | -------------------------------------- | -------------------------- | ----------------------- | ----------------------- |
|                            | Laburista                              | Chris Bryant               | 23 230                  | 68,32                   |
|                            | Plaid Cymru                            | Leanne Wood                | 7 183                   | 21,13                   |
|                            | Conservatore                           | Peter Hobbins              | 1 557                   | 4,58                    |
|                            | Lib Dem                                | Gavin Cox                  | 1 525                   | 4,49                    |
|                            | Indipendente                           | Glyndwr Summers            | 507                     | 1,49                    |
|                            |                                        |                            |                         |                         |
| Iscritti                   | Iscritti                               | Iscritti                   | 56 108                  | 100,00                  |
| ↳ Votanti (% su iscritti)  | ↳ Votanti (% su iscritti)              | ↳ Votanti (% su iscritti)  | 34 002                  | 60,60                   |
| ↳ Astenuti (% su iscritti) | ↳ Astenuti (% su iscritti)             | ↳ Astenuti (% su iscritti) | 22 106                  | 39,40                   |
|                            |                                        |                            |                         |                         |
|                            | Esito: collegio confermato a Laburista |                            |                         |                         |

## Risultati dei referendum

### Referendum sulla permanenza del Regno Unito nell'Unione europea del 2016
|             | Collegio | Lasciare UE % | Rimanere in UE % |
| ----------- | -------- | ------------- | ---------------- |
|             | Rhondda  | 61,2%         | 38,8%            |
| Galles      | 52,5%    | 47,5%         |                  |
| Regno Unito | 51,9%    | 48,1%         |                  |